# زیباترین روزها
زیباترین روزها (انگلیسی: I giorni più belli) یک فیلم کمدی ایتالیایی به کارگردانی ماریو ماتولی است که در سال ۱۹۵۶ منتشر شد.

## گزیدهٔ بازیگران
- فرانکو اینترلنگی
- ویتوریو دسیکا
- ماریو کاروتنوتو
- والریا موریکونی
- ماریو ریوا
- ریکاردو بیلی
- آندره‌آ ککی
- کارلو کامپانینی
- کارلو نینچی
- ناندو برونو
- سلیا ماتانیا